# Malle gevallen
Malle gevallen is een Nederlandse musicalfilm uit 1934 onder regie van Jaap Speyer. De film werd gemaakt naar het boek Malle Gevallen (1913) van Hans Martin, die later ook het filmscenario schreef.

## Verhaal
Bram, Boy en Hans zijn drie vrijgezelle studenten die het liefdespad kruisen met Kitty en Toos, en de secretaresse Loeki. Bram ontmoet op een dag de uit Den Haag afkomstige schoolmeisjes Kitty en Toos, die wel in zijn voor een avontuur. Hij haalt zijn vrienden Boy en Hans op om te flirten met alle scholieren, die gezamenlijk op een klassenuitje zijn. Ze zien de meisjes het huis van meneer Smallenbroek binnengaan en denken dat ze zijn dochters zijn en daar wonen. Ze weten niet dat ze zich vergissen en huren een woning boven het huis van de chagrijnige man. Vlak nadat het contract is getekend, krijgen ze te horen dat de meiden er enkel op bezoek waren.
Desondanks weten Bram en Boy te achterhalen waar Kitty en Toos wonen en vragen ze mee uit op een afspraak bij de pier in Scheveningen. Bram kan het goed vinden met Toos, terwijl Boy zijn oog laat vallen op Kitty. Ondertussen heeft Hans het druk met zijn werk. Hij moet dringend een baan vinden, omdat zijn ouders niet rijk genoeg zijn om zijn studie te betalen. Hij solliciteert bij een kantoor en ontmoet er secretaresse Loeki. Na een klunzige ontmoeting zoenen ze elkaar. Hij wordt onmiddellijk verliefd op haar, maar zij denkt dat hij haar enkel gebruikt om in contact te komen met haar baas. Hij wint haar hart voor zich als hij een zelfgeschreven gedicht zingt.
Kitty wil zich dolgraag verloven met Boy, maar wordt nog altijd lastiggevallen door haar aanbidder. Boy vraagt haar ouders toestemming om te trouwen met Kitty en openbaart zijn plannen te verhuizen naar Amerika. De studenten behouden hun goede humeur, want de buurman ontpopt zich tot bron van vermaak. De studenten en de schoolmeisjes brengen hun tijd door met het zoeken naar vermaak en belachelijk maken van andere mensen. Op een dag wordt Loeki gezien op de schoot van Boy. Hoewel er niets tussen hen speelt, ontstaan er geruchten dat ze een affaire hebben.
Boy is ontdaan als Kitty boos op hem is, maar ze leggen later hun ruzie bij. Hans moet vertrekken naar het buitenland en neemt afscheid van Loeki, met wie hij belooft te trouwen na zijn terugkeer. Ze probeert hem terug naar Scheveningen te lokken en overtuigt haar baas hem aan te nemen bij het kantoor. Haar baas is echter zo onder de indruk van Hans, dat hij hem een baan in Rome aanbiedt. Niet alleen Boy en Kitty, maar ook Bram en Toos vieren hun verloving.

## Rolbezetting
| Acteur                 | Personage                         |
| ---------------------- | --------------------------------- |
| Johan Kaart            | Student Bram van Boven            |
| Roland Varno           | Student Boy de Wit                |
| Louis Borel            | Student Hans Rikman               |
| Enny Meunier           | Schoolmeisje Kitty van Bodengrave |
| Annie van Duyn         | Schoolmeisje Toos Helding         |
| Jopie Koopman          | Secretaresse Loeki                |
| Fie Carelsen           | Kitty's moeder                    |
| Louis Gimberg          | Kitty's vader                     |
| Louis de Bree          | Smallebroek                       |
| Adriaan van Hees       | De Klit                           |
| Gusta Chrispijn-Mulder | Juffrouw Wouwelman                |
| Peronne Hosang         | Gossie                            |
| Toby Hagen             | Mevrouw Slierstra                 |
| Riek Berkhout          |                                   |
| Nico de Jong           | Meneer Niekerk                    |

## Productie
Regisseur Jaap Speyer was een van oorsprong Nederlandse regisseur die voor het maken van Malle Gevallen successen behaalde in Duitsland. In 1933 verhuisde hij terug naar Nederland en kreeg het aanbod De Jantjes (1934) te regisseren. Vervolgens nam hij de regie van Malle gevallen ter hand. Johan Kaart werd naar aanleiding van zijn vertolking van een schele man in De Jantjes aangesteld in de hoofdrol. De film werd opgenomen op de toen nog ongebruikte tweede locatie van Cinetone. In de eerste studio vonden destijds de opnamen van Bleeke Bet (1934) plaats.
Speyer en Loet Barnstijn wilde niet dat Malle gevallen een Jordaanfilm zou worden. Om te verzekeren dat de film wel een succes zou worden, werden wel liederen van componist Max Tak gebruikt.

## Ontvangst
De film werd niet het succes dat ervan werd verwacht. De pers gaf de voorkeur aan avant-gardefilms uit de jaren 20. Simon Koster en Hans Martin, de schrijvers van het oorspronkelijke scenario, waren bijzonder ontevreden over het resultaat. Koster zei: "Ik had geprobeerd er een soort musical van te maken, heel licht en luchtig, met veel muziek, heel speels. Achteraf bleek dat Speyer er een platte Duitse klucht van gemaakt had, op de eerste tien minuten na, die had hij intact gelaten." Filmcriticus L.J. Jordaan klaagde over de 'grofheid en smakeloosheid' in de film.
Desondanks werd de film een commercieel succes, die uiteindelijk uit de kosten kwam. Malle gevallen werd door de jaren heen geregeld vertoond in cinema's, totdat hij in 1942 werd verboden door de nazi's. Waarom zij dit deden, is tot op het heden niet bekend. De film werd op 17 april 2007 uitgebracht op dvd, als onderdeel van de dvd-collectie van het Nederlands Filmmuseum.